# Potamobrotica viridis
Potamobrotica viridis es una especie de insecto coleóptero de la familia Chrysomelidae. Fue descrita en 1966 por Blake.